# Љубо Ненадић
Љубо Ненадић (Крагујевац, 29. април 1986) је српски фудбалер. Игра на позицији левог бека.

## Каријера
Прошао је млађе селекције Партизана, али никада није дебитовао за први тим београдских црно–белих. Као играч Партизана је био на позајмицама у Телеоптику и Графичару. Након тога се вратио у родни Крагујевац где је заиграо за Раднички. Од сезоне 2007/08. је заиграо за Металац из Горњег Милановца, у чијем дресу је дебитовао у највишем рангу, Суперлиги Србије. У лето 2011. се вратио у крагујевачки Раднички, након што је клуб изборио пласман у Суперлигу после девет година играња по нижим ранговима.
Крајем маја 2012. је потписао трогодишњи уговор са Црвеном звездом. Током првог дела сезоне 2012/13. није добио прилику да дебитује ни код тренера Роберта Просинечког, ни код Александра Јанковића, па је у фебруару 2013. прослеђен на позајмицу у суперлигаша Нови Пазар. Лета 2013. се вратио у Црвену звезду и прикључио се припремама код новог тренера Славише Стојановића. Ипак ни током првог дела сезоне 2013/14. није добио прилику да заигра. Након годину и по дана у клубу, Ненадић је 22. фебруара 2014. дебитовао за Црвену звезду на првој утакмици пролећног дела шампионата 2013/14. када је на Маракани савладан Јавор (2:1). Као стартер је одиграо свих 90. минута и забележио асистенцију Абиоли Дауди за први гол на утакмици. На крају ове сезоне Црвена звезда је освојила титулу првака Србије, а Ненадић је у освајању овог трофеја забележио четири наступа.
У јулу 2014. је раскинуо уговор са Црвеном звездом, а 1. септембра исте године је потписао за Младост из Лучана. Одиграо је само четири суперлигашке утакмице за Младост у сезони 2014/15. Након тога током сезоне 2015/16. игра за Шумадију 1903 у Српској лиги Запад, па се поново враћа у Раднички, са којим у сезони 2016/17. осваја прво место у овом рангу такмичења. Лета 2018. поново се прикључује екипи Шумадије 1903, са којом наступа у Шумадијско-рашкој зони.

## Успеси
Црвена звезда
- Суперлига Србије (1) : 2013/14.

Раднички Крагујевац
- Српска лига Запад (1) : 2016/17.